# نمناکی برگ‌ها
نمناکی برگ‌ها پارامتر هواشناختی است که میزان شبنم و بارش باقی مانده بر سطوح را نشان می‌دهد. این پارامتر برای مشاهدهٔ نمناکی برگ‌ها جهت مقاصد کشاورزی مانند کنترل قارچ‌ها و بیماری‌ها، کنترل سیستم‌های آبیاری، مشاهدهٔ مه و شبنم و مشاهدهٔ زودرس باران به کار می‌رود.